# Lestrolepis pofi
Lestrolepis pofi är en fiskart som först beskrevs av Harry, 1953.  Lestrolepis pofi ingår i släktet Lestrolepis och familjen laxtobisfiskar. Inga underarter finns listade i Catalogue of Life.